# Hertonäs strand
Hertonäs strand (finska Herttoniemenranta) är en ny stadsdel i Hertonäs distrikt i Helsingfors stad. 
Hertonäs strand är byggd på tidigare Hertonäs oljehamn, som fungerade från början av 1930-talet till början av 1990-talet. Området började byggas år 1992 och är byggt som en tät, stadslik stadsdel. De flesta hus är höghus. Området beräknas vara klart år 2008, och byggnadsarbetena på de sista kvarteren kallat Eastend har kommit i gång.

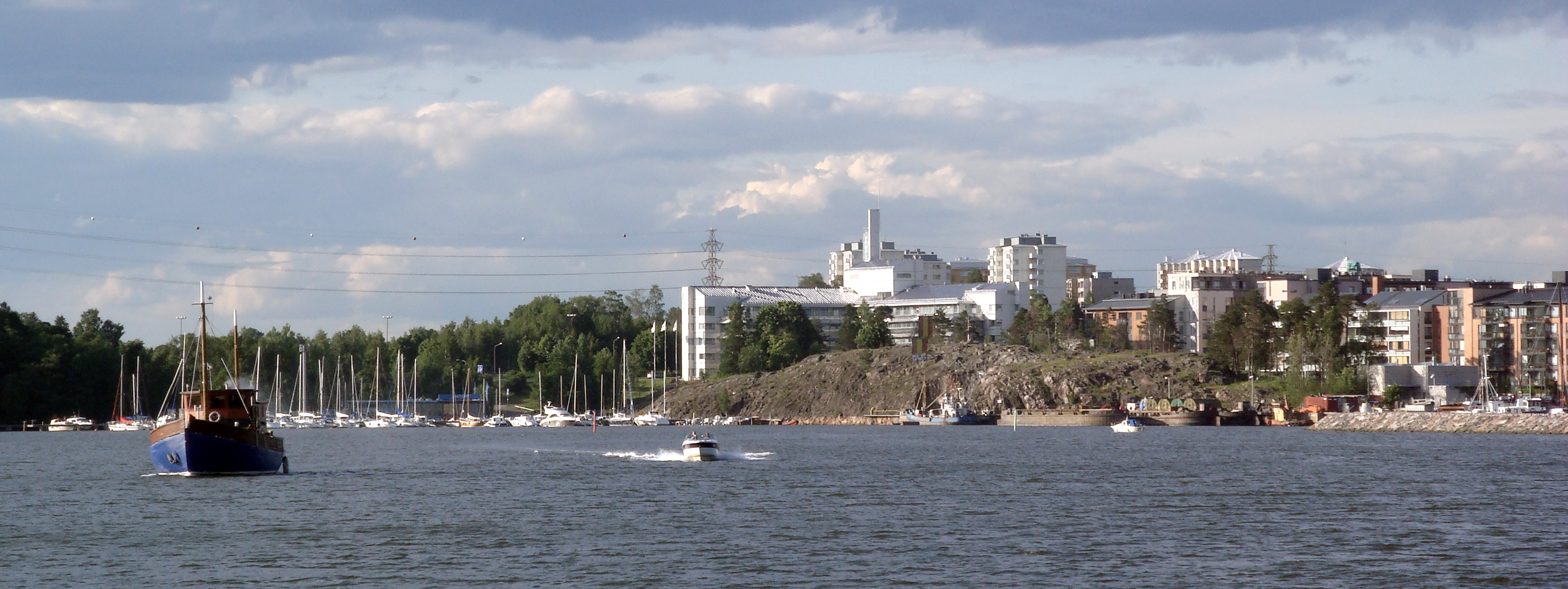
En del av Hertonäs strand vid sundet mot Brändö